# (9941) Iguanodon
(9941) Iguanodon es un asteroide perteneciente al cinturón de asteroides, descubierto el 4 de febrero de 1989 por Eric Walter Elst desde el Observatorio de La Silla, Chile.

## Designación y nombre
Designado provisionalmente como 1989 CB3. Fue nombrado Iguanodon en homenaje al dinosaurio bípedo iguanodón, de gran tonelaje y de pie en posición vertical, tenía una longitud de 10 metros hasta la cola. Vivió en tiempos del Cretácico Inferior, encontrándose múltiples esqueletos por toda Europa.

## Características orbitales
Iguanodon está situado a una distancia media del Sol de 2,299 ua, pudiendo alejarse hasta 2,579 ua y acercarse hasta 2,019 ua. Su excentricidad es 0,121 y la inclinación orbital 5,436 grados. Emplea 1273 días en completar una órbita alrededor del Sol.

## Características físicas
La magnitud absoluta de Iguanodon es 14,7. Tiene 3,123 km de diámetro y su albedo se estima en 0,287.